# Jean-François Bazin
Pour les articles homonymes, voir Bazin.
Jean-François Bazin, né le 26 juillet 1942 à Dijon et mort le 17 avril 2020 dans la même ville, est un journaliste, homme politique et écrivain français.

## Biographie
Jean-François Bazin, né le 26 juillet 1942 à Dijon, a pour ancêtres le poète Alphonse de Lamartine (arrière-arrière-grand-oncle maternel) et Henry Bazin, hydraulicien, membre de l'Académie des sciences (arrière-grand-père paternel).
Il fait ses études secondaires et supérieures à Dijon (doctorat en droit), puis à Paris (Institut d'études politiques de Paris).
Journaliste à Dijon depuis 1966 au journal Les Dépêches, il est nommé rédacteur en chef de l'hebdomadaire La Lettre de Bourgogne, de 1975 à 2003. Il collabore parallèlement à de nombreuses publications nationales, dont Les Échos, Le Moniteur, Le Nouvel Économiste et Le Spectacle du Monde, outre des participations à des émissions radiophoniques et à FR 3.
Il est assistant, puis chargé de cours à l'université de Bourgogne de 1968 à 1989. Il est également professeur associé au séminaire des professeurs de français aux États-Unis à Stanford de 1995 à 1999.
Fondateur du Musée des arts et traditions des Hautes-Côtes à Reulle-Vergy, il en est le conservateur de 1974 à 1992.
On doit notamment à son action à Dijon l'Institut universitaire de la Vigne et Vin ; le Centre européen des Sciences du Goût ; le Parc technologique ; les quartiers de la Toison d'Or, Clemenceau, du Petit-Citeaux, des Hauts de Montchapet, de l'Espace Mansart, du Port du Canal ; les parcs des Grésilles, des Argentières, de la Combe Saint-Joseph.
Il contribue à la naissance des TGV Paris-Sud-Est et Rhin Rhône en publiant les ouvrages Les Défis du TGV (1981) et Le TGV Atlantique (1988).
Dans les années 2010, il présente des émissions de radio, dont L’Almanach bourguignon et Si la Bourgogne vous était Comté, sur RCF Parabole, renommée ultérieurement RCF en Bourgogne (radio locale diffusant d’abord uniquement dans la Côte-d’Or, puis maintenant dans la Côte-d’Or et en Saône-et-Loire).

### Carrière politique
Docteur en droit de l'université de Bourgogne et diplômé de l'Institut d'études politiques de Paris (section Service public, 1965), Jean-François Bazin a été membre et premier vice-président du conseil régional de Bourgogne de 1978 à 2004, président du conseil régional de Bourgogne de 1993, à 1998 ; membre du conseil municipal de Dijon de 1971 à 2008, premier adjoint au maire de Dijon de 1995 à 2001 ; membre du conseil des régions de l'Union européenne de 1994 à 2002 ; membre du Comité des Régions de l'Union européenne de 1994 à 2002 ; vice-président de l'Assemblée des Régions viticoles européennes de 1993 à 1998 ; président des États-Généraux de la Gastronomie française de 1993 à 1996. Sa sensibilité politique l'associe aux gaullistes (UNR, puis RPR).
Tête de la liste soutenue par le RPR aux élections municipales de 2001 à Dijon, il réalise 47,85 % au deuxième tour face à liste conduite par le candidat socialiste François Rebsamen.

### Vie privée
Jean-François Bazin vivait à Gevrey-Chambertin et à Dijon. Il épouse le 9 juillet 1965 Irène de Vernisy avec qui il a trois enfants.
Il meurt le 17 avril 2020,,.

## Œuvres

### Biographies
- Le Chanoine Kir a-t-il existé ? (sous le pseudonyme de Guillaume Laporte, clin d’œil à la Porte Guillaume, symbole à Dijon), 1969
- Paul Masson : le Français qui mit en bouteilles l'or de la Californie, Alan Sutton, 2002
- Pour le meilleur et pour le kir, le roman d'un mot-culte, JPM Éditions, 2002 (en collaboration avec Alain Mignotte)
- Le Chanoine Kir : la vie fantasque d'un homme politique en soutane, Paris, Colin, 2018

### Culture et patrimoine bourguignon
- La Bourgogne durant la IIème Guerre mondiale, avec Jacques Canaud, Ouest-France, 1986
- Histoire du vin de Bourgogne, Paris, Éditions Jean-Paul Gisserot, 2002
- Le Tout Dijon, Clea, 2003
- Dictionnaire universel du Vin de Bourgogne, Presse du Belvédère, 2010
- Le Vin de Bourgogne, Dunod, 2013
- Le Crémant de Bourgogne, Dunod, 2015
- L'Almanach bourguignon, avec Gérard Curie, annuel de 1978 à 2013

### Romans
- La Bible de Chambertin, en collaboration avec Mik Fondal, Éditions Alsatia, coll. « Signe de Piste », 1959 (rééditions 1980 et 1998)
- L'Abbaye des effrayes, Alsatia, coll. « Signe de Piste », 1962 (rééditions 1977 et 2000)[12]
- Une pyramide pour Rona, sous le pseudonyme de Michel Goissert, Éditions Spes, coll. « Jambo-club », no 5, 1963[13]
- Le requin de Runavel, en collaboration avec Michel Renouard, Elor, 2001
- L'Enfant du puits, Anne Carrière, 2002[14]
- L'Affaire Josef-K., Clea, 2007
- Le Treizième Testament de Mme Winchester, Clea, 2009
- Les Raisins bleus, Calmann-Lévy, 2010
- Le Clos des Monts-Luisants, Calmann-Lévy, 2011
- Le Vin de Bonne-Espérance, Calmann-Lévy, 2012
- Les Compagnons du grand flot, Calmann-Lévy, 2013
- Le Maître de la Lumière, Calmann-Lévy, 2018
- Le dernier tonnelier, Calmann-Lévy, 2020

### Autres publications
- Petit lexique de la subversion, en collaboration avec Bruno Kornprobst et Jean-Louis Foncine, Éditions Alsatia, 1969
- La Création du Ministère de la protection de la nature et de l'environnement : Essai sur l'adaptation de la structure gouvernementale à une mission nouvelle,, thèse pour le doctorat d'Etat (droit public), 14 mai 1973
- Les Défis du TGV, Denoël, 1981
- Le Vin de Californie, Denoël, 1983
- Les Affiches de Villemot, Denoël, 1985[15]
- Le TGV Atlantique, Ouest-France-Edilarge, 1988

## Prix et distinctions
- Chevalier de la Légion d'honneur (1994)[16],[17]
- Chevalier de l'ordre des Arts et des Lettres (1987)
- Commandeur de l'ordre du Mérite de la république de Pologne
- Titulaire de la médaille Comenius (ministère tchèque de l'Éducation et de la Culture)
- Prix de la confrérie des chevaliers du Tastevin pour Dijon - Le Temps de vivre, avec la photographe Janine Niepce, Denoël, 1982.
- Prix Montesquieu de la vigne et du vin, catégorie Marketing pour Le vin de Bourgogne (Dunod) à la Biennale Internationale des Livres du Vin, Paris 2014[18].